# دومنتزا
دومنتزا (به ایتالیایی: Dumenza) یک کومونه در ایتالیا است که در استان وارزه واقع شده‌است.

## خصوصیات
دومنتزا ۱۸٫۵ کیلومترمربع مساحت و ۱٬۳۷۶ نفر جمعیت دارد و ۴۱۱ متر بالاتر از سطح دریا واقع شده‌است.